# Julio Zegers (compositor)
Julio Zegers de Landa (Santiago, 21 de abril de 1944) es un arquitecto, publicista, compositor y cantautor chileno relacionado con el llamado «canto nuevo» de las décadas de 1960 y 1970. Ganó el certamen internacional del Festival de Viña del Mar en dos ocasiones: en 1970 y 1973.

## Biografía
Zegers, es hijo de Julio Zegers Alcalde y Angélica de Landa Concha. Él tiene estudios formales en arquitectura y publicidad, campo en el que se ha desempeñado desde 1985.
Se encuentra casado con Carmen Larraín Campbell, con quien tiene tres hijos: Julio, Max y Vicente Zegers Larraín.

## Carrera artística
Ha participado cuatro veces en el Festival Internacional de la Canción de Viña del Mar. Su tema «Para cuando vuelvas» obtuvo el segundo lugar en 1968, mientras que «Canción a Magdalena» y «Los pasajeros» resultaron ganadores en las ediciones de 1970 y 1973, respectivamente. «El cuento del lobo» fue presentada en el certamen de 1983 aunque no ganó.
En 1978 se presentó a la preselección nacional para el Festival de la Canción de la OTI —realizada en aquella ocasión en Santiago— con la canción «El cantar del cantor», alcanzando la final y siendo derrotada por «Pobrecito mortal, si quieres ver menos televisión descubrirás qué aburrido estarás por la tarde» de Florcita Motuda.
En 1985, grabó su disco Que vivan los que regresan. Después de 21 años volvió a grabar otro disco en 2006, Canciones de autor.
Fue reconocido por la Sociedad Chilena de Autores e Intérpretes Musicales como Figura Fundamental de la Música Chilena en 2022, junto a la cantante Ginette Acevedo.